# Jamskie Turnie
Jamskie Turnie (słow. Jamské veže) – grupa turni położonych w Jamskiej Grani w słowackich Tatrach Wysokich, odgałęziającej się od głównej grani odnogi Krywania w wierzchołku Krótkiej. Od Krótkiej Jamskie Turnie oddzielone są drobną Wyżnią Krótką Szczerbiną, a od sąsiadującej z nimi od południa Małej Krótkiej – wybitniejszą Krótką Szczerbiną.
Kolejno od Wyżniej Krótkiej Szczerbiny w grani Jamskich Turni znajdują się:
- Wielka Jamska Turnia (Veľká jamská veža, ok. 2300 m[3]),
- Jamska Przehyba (Jamská priehyba),
- Pośrednia Jamska Turnia (Prostredná jamská veža),
- Pośrednia Jamska Szczerbina (Prostredná jamská štrbina),
- Pośrednia Jamska Przehyba (Prostredná jamská priehyba),
- Jamskie Zęby (Jamské zuby),
- Skrajna Jamska Przehyba (Predná jamská priehyba),
- Skrajna Jamska Turnia (Predná jamská veža, ok. 2220 m[3]),
- Skrajna Jamska Szczerbina (Predná jamská štrbina).

W przewodniku Tatry Wysokie Witolda Henryka Paryskiego własną nazwę ma jedynie Wielka Jamska Turnia.
Zachodnie stoki turni opadają do Krywańskiego Kotła w Dolinie Ważeckiej, natomiast wschodnie – do górnej części Doliny Suchej Ważeckiej.
Dawniej masyw nazywano Handlowymi Turniami. Pierwszego wejścia na turnie dokonali Alfred Martin i przewodnik Johann Franz senior 21 września 1907 r.